# Friedrich von Wurmb
Le baron Friedrich von Wurmb (1742-1781) est un naturaliste prussien.
Il est l’un des fondateurs de la colonie allemande de Batavia. L’histoire de sa famille a été décrite par Eine großmütige Handlung aus der neuesten Geschichte, deux frères aimaient la même femme, pour éviter de se déchirer davantage, l’un des deux part en Asie.
Il participe activement à la création de la Société batave pour les arts et les sciences. Ses collections et sa bibliothèque constituent la base du muséum national et de la bibliothèque nationale à Jakarta.
Il est un ami très proche du scientifique néerlandais Johan Maurits Mohr (1716–1775) qui joue un grand rôle dans les premières études scientifiques en Indonésie.
Sa correspondance paraît en 1794 sous le titre de Briefe des Herrn von Wurmb und des Herrn Baron von Wollzogen auf ihren Reisen nach Afrika und Ostindien in den Jahren 1774 bis 1792.